# Arthur Amos Noyes
Arthur Amos Noyes (1866 – 1936) là một nhà hóa học và nhà giáo dục người Mỹ. Ông đã làm quyền chủ tịch Học viện Công nghệ Massachusetts từ năm 1907 tới năm 1909.

## Tiểu sử
Ông đậu bằng tiến sĩ năm 1890 ở Đại học Leipzig dưới sự hướng dẫn của Wilhelm Ostwald. Roscoe Gilkey Dickinson là một trong các học trò nổi tiếng của ông.
Noyes làm giáo sư hóa học ở Học viện Công nghệ California từ năm 1919 tới 1936. Ông có ảnh hưởng lớn trên triết lý giáo dục và chương trình giảng dạy cốt lõi của Học viện Công nghệ California.
Ông được thưởng giải Willard Gibbs năm 1915.

## Phương trình Noyes-Whitney
Năm 1897, cùng với Willis Rodney Whitney, ông đã thiết lập phương trình Noyes-Whitney thể hiện mối liên hệ giữa tốc độ hòa tan của các chất rắn đối với các đặc tính của chất rắn và dung môi hòa tan. Đây là một phương trình quan trọng trong Dược học. Phương trình được biểu diễn như sau:
{\displaystyle {\frac {dW}{dt}}={\frac {DA(C_{s}-C)}{L}}}
trong đó:
- {\displaystyle {\frac {dW}{dt}}} là tốc độ hòa tan.
- A là diện tích bề mặt của chất rắn.
- C là nồng độ của chất rắn trong toàn dung dịch.
- {\displaystyle C_{s}} là nồng độ của chất rắn trong lớp dung dịch hòa tan chung quanh chất rắn.
- D là hệ số hòa tan.
- L là bề dày của lớp hòa tan.